# Georgi Popov
Georgi Dimitrov Popov (bolgárul: Георги Димитров Попов, Plovdiv, 1944. július 14. – 2024. március 9.) válogatott bolgár labdarúgó, edző.
A bolgár válogatott tagjaként részt vett az 1970-es világbajnokságon.

## Sikerei, díjai
Botev Plovdiv
- Bolgár bajnok (1): 1966–67
- Bolgár kupa (1): 1961–62
- Balkán-kupa (1): 1972